# Varese Calcio 1982-1983
Questa voce raccoglie le informazioni riguardanti il Varese Calcio nelle competizioni ufficiali della stagione 1982-1983.

## Divise e sponsor
La prima maglia è rossa con pinstripes verticali bianche sul torso e tre fasce bianche parallele su maniche e spalle, pantaloncini bianchi con tre fasce rosse sui lati, calzettoni rossi con risvolti bianchi, numerazione e scritte bianche. La seconda divisa presenta il medesimo motivo, ma a colori invertiti.
Lo sponsor tecnico è Adidas, mentre lo sponsor principale è Hoonved, azienda basata a Venegono Superiore e specializzata nella produzione di lavastoviglie ad uso professionale.

## Rosa
| N. |                   | Ruolo | Calciatore           |
| -- | ----------------- | ----- | -------------------- |
|    | Italia (bandiera) | A     | Gaetano Auteri       |
|    | Italia (bandiera) | C     | Gabriele Bongiorni   |
|    | Italia (bandiera) | D     | Maurizio Braghin     |
|    | Italia (bandiera) | D     | Fabiano Brambilla    |
|    | Italia (bandiera) | D     | Marco Cecilli        |
|    | Italia (bandiera) | D     | Aldo Cerantola       |
|    | Italia (bandiera) | A     | Vincenzo Di Giovanni |
|    | Italia (bandiera) | D     | Fabio Fraschetti     |
|    | Italia (bandiera) | C     | Pietro Maiellaro     |
|    | Italia (bandiera) | A     | Luca Mattei          |
|    | Italia (bandiera) | D     | Paolo Misuri         |
|    | Italia (bandiera) | D     | Luca Moz             |

| N. |                   | Ruolo | Calciatore            |
| -- | ----------------- | ----- | --------------------- |
|    | Italia (bandiera) | A     | Gianluigi Picco       |
|    | Italia (bandiera) | D     | Massimo Quercioli     |
|    | Italia (bandiera) | A     | Davide Pellegrini     |
|    | Italia (bandiera) | P     | Michelangelo Rampulla |
|    | Italia (bandiera) | C     | Franco Salvadè        |
|    | Italia (bandiera) | C     | Giampiero Scaglia     |
|    | Italia (bandiera) | D     | Maurizio Scarsella    |
|    | Italia (bandiera) | C     | Stefano Strappa       |
|    | Italia (bandiera) | A     | Franco Turchetta      |
|    | Italia (bandiera) | D     | Giuliano Vincenzi     |
|    | Italia (bandiera) | P     | Giacomo Zunico        |

## Risultati

### Serie B

#### Girone di andata
| 12 settembre 1982 1ª giornata | Varese | 0 – 0 | Bologna |  |

| 19 settembre 1982 2ª giornata | Bari | 2 – 2 | Varese |  |

| 26 settembre 1982 3ª giornata | Varese | 2 – 2 | Pistoiese |  |

| 3 ottobre 1982 4ª giornata | Cavese | 1 – 0 | Varese |  |

| 10 ottobre 1982 5ª giornata | Varese | 1 – 2 | Arezzo |  |

| 17 ottobre 1982 6ª giornata | Catania | 0 – 0 | Varese |  |

| 24 ottobre 1982 7ª giornata | Reggiana | 0 – 1 | Varese |  |

| 31 ottobre 1982 8ª giornata | Varese | 0 – 0 | Milan |  |

| 7 novembre 1982 9ª giornata | Lecce | 3 – 2 | Varese |  |

| 14 novembre 1982 10ª giornata | Varese | 1 – 1 | Monza |  |

| 21 novembre 1982 11ª giornata | Varese | 0 – 0 | Como |  |

| 28 novembre 1982 12ª giornata | Atalanta | 0 – 0 | Varese |  |

| 3 dicembre 1950 13ª giornata | Lazio | 2 – 0 | Varese |  |

| 12 dicembre 1982 14ª giornata | Varese | 2 – 1 | Campobasso |  |

| 3 gennaio 1954 15ª giornata | Palermo | 1 – 0 | Varese |  |

| 2 gennaio 1983 16ª giornata | Varese | 1 – 0 | Foggia |  |

| 9 gennaio 1983 17ª giornata | Sambenedettese | 0 – 1 | Varese |  |

| 16 gennaio 1983 18ª giornata | Varese | 2 – 1 | Perugia |  |

| 28 settembre 1947 19ª giornata | Cremonese | 0 – 0 | Varese |  |

#### Girone di ritorno
| 30 gennaio 1983 20ª giornata | Bologna | 1 – 0 | Varese |  |

| 13 febbraio 1983 21ª giornata | Varese | 0 – 0 | Bari |  |

| 20 febbraio 1983 22ª giornata | Pistoiese | 2 – 2 | Varese |  |

| 27 febbraio 1983 23ª giornata | Varese | 1 – 1 | Cavese |  |

| 6 marzo 1983 24ª giornata | Arezzo | 0 – 0 | Varese |  |

| 13 marzo 1983 25ª giornata | Varese | 2 – 1 | Catania |  |

| 20 marzo 1983 26ª giornata | Varese | 0 – 0 | Reggiana |  |

| 27 marzo 1983 27ª giornata | Milan | 3 – 0 | Varese |  |

| 2 aprile 1983 28ª giornata | Varese | 0 – 0 | Lecce |  |

| 10 aprile 1983 29ª giornata | Monza | 3 – 0 | Varese |  |

| 17 aprile 1983 30ª giornata | Como | 2 – 2 | Varese |  |

| 24 aprile 1983 31ª giornata | Varese | 0 – 0 | Atalanta |  |

| 1º maggio 1983 32ª giornata | Varese | 2 – 1 | Lazio |  |

| 8 maggio 1983 33ª giornata | Campobasso | 3 – 2 | Varese |  |

| 15 maggio 1983 34ª giornata | Varese | 2 – 1 | Palermo |  |

| 22 maggio 1983 35ª giornata | Foggia | 0 – 1 | Varese |  |

| 29 maggio 1983 36ª giornata | Varese | 1 – 1 | Sambenedettese |  |

| 5 giugno 1983 37ª giornata | Perugia | 1 – 0 | Varese |  |

| 12 giugno 1983 38ª giornata | Varese | 1 – 1 | Cremonese |  |